# Рязанский (Ставропольский район)
Рязанский — железнодорожный разъезд в Ставропольском районе Самарской области. Административно входит в сельское поселение Большая Рязань.

## География
Находится на территории Самарской Луки, на ветке Куйбышевской железной дороги между станциями Услада и Снежные Валы. Мимо разъезда проходит автомобильная трасса М5.

## Население
| 2010 |
| ---- |
| 0    |